# Момент опору
Моме́нт о́пору (англ. section modulus) — геометрична величина, що характеризує опірність тіла (стрижня, балки, вала) напруженням залежно від форми і розмірів його поперечного перерізу. Дає змогу визначати величини найбільших нормальних (при згині) і дотичних (при крученні) напружень.
Поняття моменту опору використовується у будівельній механіці й опорі матеріалів.

## Види моментів опору

### Осьовий момент опору
Осьовий момент опору Wi (момент опору при згині) відносно заданої осі (відносно нейтральної лінії при згині)  — величина рівна моменту інерції відносно тієї ж осі віднесеному до відстані до найвіддаленішої від цієї осі точки перерізу:
{\displaystyle W_{x}={\frac {J_{x}}{y_{max}}};}
{\displaystyle W_{y}={\frac {J_{y}}{x_{max}}},}
де {\displaystyle J_{x}} та {\displaystyle J_{y}} — осьовий момент інерції поперечного перерізу тіла відносно осі (нейтральної осі для випадку згину) x та y, відповідно;
{\displaystyle y_{max}} та {\displaystyle x_{max}} — відстань до осі (нейтральної для випадку згину) найвіддаленішої точки контуру перерізу.

### Полярний момент опору
Полярний момент опору Wp (найбільший момент опору при крученні) круглого поперечного перерізу дорівнює:
{\displaystyle W_{p}={\frac {J_{p}}{r_{max}}},}
де {\displaystyle J_{p}} — полярний момент інерції поперечного перерізу тіла;
{\displaystyle r_{max}} — радіус розташування найвіддаленішої від осі кручення точки перерізу.

### Розмірність
Величина моменту опору має розмірність одиниць довжини у третьому степені (м³, мм³) і набуває лише додатних значень.

## Визначення моменту опору
| Форма поперечного перерізу                                   | Вид фігури | Рівняння | Примітка                                |
| ------------------------------------------------------------ | ---------- | --- | --------------------------------------- |
| Прямокутник                                                  |            | {\displaystyle W_{x}={\cfrac {bh^{2}}{6}}} | Вісь зі стрілкою є нейтральною віссю    |
| Двотавр (при збігу площини згину з більшим осьовим розміром) |            | {\displaystyle W_{x}={\cfrac {BH^{2}}{6}}-{\cfrac {bh^{3}}{6H}}} | NA — нейтральна вісь                    |
| Двотавр (при збігу площини згину з меншим осьовим розміром)  |            | {\displaystyle W_{x}={\cfrac {B^{2}(H-h)}{6}}+{\cfrac {(B-b)^{3}h}{6B}}} | NA — нейтральна вісь                    |
| Круг                                                         |            | {\displaystyle W_{x}={\cfrac {\pi r^{3}}{4}}={\cfrac {\pi d^{3}}{32}}} {\displaystyle W_{p}=2\cdot {\frac {\pi }{32}}D^{3}={\frac {\pi }{16}}D^{3}} | Вісь зі стрілкою є нейтральною віссю    |
| Кругла труба                                                 |            | {\displaystyle W_{x}={\cfrac {\pi \left(r_{2}^{4}-r_{1}^{4}\right)}{4r_{2}}}={\cfrac {\pi (d_{2}^{4}-d_{1}^{4})}{32d_{2}}}} {\displaystyle W_{p}=2\cdot {\frac {\pi }{32}}\cdot {\frac {(D^{4}-d^{4})}{D}}={\frac {\pi }{16}}\cdot {\frac {(D^{4}-d^{4})}{D}}} | Вісь зі стрілкою є нейтральною віссю    |
| Прямокутна труба                                             |            | {\displaystyle W_{x}={\cfrac {BH^{2}}{6}}-{\cfrac {bh^{3}}{6H}}} {\displaystyle W_{p}={\frac {t(H+h)(B+b)}{2}}} | NA — нейтральна вісь t — товщина стінки |
| Ромб                                                         |            | {\displaystyle W_{x}={\cfrac {BH^{2}}{24}}} | NA — нейтральна вісь                    |
| Швелер                                                       |            | {\displaystyle W_{x}={\cfrac {BH^{2}}{6}}-{\cfrac {bh^{3}}{6H}}} | NA — нейтральна вісь                    |